# SR-1 Vector
SR-1 Vector (tiếng Nga: СР-1 Вектор) hay Gyurza mã GRAU là 6P53 là loại súng ngắn bán tự động được thiết kế để đáp ứng yêu cầu của lực lượng quân đội Nga về một loại súng ngắn bắn đạn mạnh có tầm sát thương không dưới 50m. Tuy nhiên đến giữa những năm 1990 thì quân đội lại chuyển hướng sang loại đạn 9x19mm nên loại súng này đã bị mất đi sự quan tâm của quân đội nhưng các lực lượng thi hành công vụ lại tỏ ra rất thích thú với loại súng này, kết quả là năm 1996 lực lượng FSB (Lực lượng an ninh liên bang) tiền thân là một phần của KGB cùng các cơ quan khác đã đưa loại súng này vào sử dụng. Đến năm 2003 thì lực lượng cảnh sát và quân đội đã chọn một biến thể của loại súng này là SPS để đưa vào trang bị. Hiện nay loại súng này được sử dụng nhiều trong các lực lượng của FSB và FSO (Lực lượng bảo vệ VIP liên bang Nga).

## Thiết kế
SR-1 sử dụng cơ chế nạp đạn bằng độ giật với cơ chế khóa sau nòng. Nòng súng được khóa cố định vào vị trí bằng một đòn bẩy chống vào khe nằm bên dưới. Lò xo đẩy khối trượt trở về vị trí cũ bao quanh nòng súng. Khung súng được làm bằng thép nửa phần trên và nhựa tổng hợp nửa phần dưới. Súng không có nút khóa an toàn mà thay bằng nút khóa nằm ở sau tay cầm cò súng, xạ thủ sẽ mở nút khóa này bằng cách nắm mạnh vào tay cầm cò súng để bắn còn nếu tay của xạ thủ rời ra khỏi khẩu súng thì súng sẽ ngay lập tức tự khóa an toàn. Cơ chế khóa an toàn này dùng để chắc chắn rằng súng sẽ không tự điểm hỏa khi bị rơi. SR-1 không có bộ phận khóa khối trượt vì thế nó không thể khóa khối trượt ở vị trí kéo về phía sau. Búa điểm hỏa có thể kéo ra vị trí nửa quãng đường lên cò để tăng độ an toàn ở vị trí này cơ chế hoạt động kép của súng sẽ không hoạt động. Hộp đạn rời của súng làm bằng thép có thể chứa 18 viên.
Súng sử dụng loại đạn 9x21mm (SP-10) với lõi thép để xuyên các áo giáp chống đạn hay các vật cản như xe cộ, loại đạn này có thể xuyên 30 lớp Kevlar cùng với 2,8 mm titan trong khoảng cách 100m với tỷ lệ xuyên thủng là gần 100%. Ngoài ra các loại đạn 9x21mm khác cũng được phát triển để sử dụng như đạn không nảy cùng các loại đạn có mức sát thương cao khác.